# Протестантская трудовая этика
Протестантская трудовая этика — религиозно обоснованная доктрина о добродетельности труда, необходимости работать добросовестно и усердно.
Многие социологи объясняли экономический успех протестантских обществ тем, что соответствующая трудовая этика распространялась не только на основную массу населения, но и на элитные группы, включая предпринимательский класс. В этих обществах достижение материального достатка рассматривалось в качестве критерия усердности и добросовестности трудовой деятельности.

## Макс Вебер
Термин «Протестантская трудовая этика» был введён в научный оборот немецким социологом и философом Максом Вебером в его знаменитой работе «Протестантская этика и дух капитализма» в 1905 году.
М. Вебер заметил, что в Германии (которая населена как католиками, так и протестантами) наилучших экономических успехов добивались протестанты; именно они составляли костяк предпринимателей и высококвалифицированных технических специалистов. Кроме того, наиболее динамично развивались протестантские страны, такие, как США, Англия и Голландия.
По мнению М. Вебера, экономический подъём и развитие европейского и американского капитализма объяснялся наличием протестантской этики, обусловившей трудовое рвение и рациональную организацию работы. М. Вебер полемизировал с марксистами о причинах развития капитализма. По мнению учёного, если рассматривать капитализм с точки зрения марксизма, то все его характерные черты можно обнаружить в Древнем Китае, Индии, Вавилоне, но эти страны не смогли создать эффективной экономики. Условия для возникновения капитализма имелись и в Древней Греции, и Древнем Риме, но в античном обществе труд был не слишком престижен и считался уделом рабов. М. Вебер различал «современный капитализм» и «традиционный капитализм» и подчёркивал, что протестантский тип поведения зачастую морально осуждался в традиционных обществах.
Характерная черта протестантских обществ — ведение коммерции не только ради увеличения личного потребления, а в качестве добродетельного вида деятельности. При этом М. Вебер особо подчёркивал аскетизм предпринимателей-протестантов, многим из которых были чужды показная роскошь и упоение властью, и которые рассматривали богатство лишь как свидетельство хорошо исполненного долга перед Богом. C точки зрения Вебера, критерием полезности профессиональной деятельности выступает, прежде всего, её доходность: «Если Бог указует вам этот путь, следуя которому, вы можете без ущерба для души своей и не вредя другим, законным способом заработать больше, чем на каком-либо ином пути, и вы отвергаете это и избираете менее доходный путь, то вы тем самым препятствуете одной из целей вашего призвания, вы отказываетесь быть управляющим Бога и принимать дары его для того, чтобы иметь возможность употребить их на благо Ему, когда Он того пожелает. Не для утех плоти и грешных радостей, но для Бога следует вам трудиться и богатеть».
Хотя практически все протестантские деноминации признают спасение как Божий дар, который ничем не может быть заработан, многие протестантские предприниматели рассматривали деловой успех как подтверждение наличия этого дара. Но с богословской точки зрения такая позиция является очень спорной.
В противоположность протестантам, капиталисты традиционного общества, наоборот, стремились минимизировать собственные трудовые усилия и предпочитали наиболее простые виды заработка, например, путём установления монополии или особых отношений с властями.
По мнению М. Вебера, протестантская трудовая этика не свойственна человеку от природы и является продуктом длительного воспитания. Она может сохраняться в течение длительного времени лишь тогда, когда добросовестный труд приносит моральную и материальную отдачу.
М. Вебер считал, что современный капитализм перешёл к самовоспроизводству протестантской трудовой этики и более не нуждается в её религиозном обосновании.
Точка зрения М. Вебера получает некоторое подтверждение при анализе современных протестантских общин в Латинской Америке (где миллионы людей за последние 20 лет перешли из католицизма в протестантизм). Как показывают исследования, сменившие религию люди из бедных слоёв поднимают свой жизненный уровень быстрее, чем католики. Однако в среде среднего класса эта закономерность не действует.
В России ряд учёных аналогом протестантской трудовой этики полагают трудовую этику старообрядцев. Старообрядчество, подобно протестантизму в странах Западной Европы, оказало значительное влияние на формирование капиталистических элементов в экономике: крупные старообрядческие общины стали центрами накопления капиталов, предпринимательство развивалось в среде староверов гораздо активнее, чем в среде традиционного вероисповедания, использование наёмного труда также было намного шире и т. д. Да и в быту старообрядцы, как и пуритане, придерживались аскетизма, не выпячивали своё богатство. Русские крестьяне зачастую присоединялись к старообрядчеству по экономическим причинам, которые заставляли присоединяться бюргеров к баптистским сектам в Германии. Сам факт вступления гарантировал на Западе и деловые качества будущего партнёра по бизнесу, и способствовал будущему деловому успеху. И в России — старовер мог рассчитывать на кредиты и поддержку своих богатых единоверцев. Как протестантские сообщества, так и старообрядческие, являлись для своих членов финансирующими кассами. Тем не менее, единой точки зрения на этот феномен нет: не всеми исследователями эти две этики считаются сопоставимыми, так как постулаты, на которых строится протестантская бизнес-этика, с точки зрения древнерусских православных традиций неприемлемы. Староверами были развиты, расширены и практически реализованы собственно православные этические хозяйственные принципы, не имеющие отношения к протестантизму в принципе.

## Религиозное обоснование протестантской этики
Протестантская трудовая этика имеет библейские корни. Поэтому в ней:
- Запрещена задержка заработной платы — «Не обижай ближнего твоего и не грабительствуй. Плата наёмнику не должна оставаться у тебя до утра» (Лев. 19:13).
- Запрещены издевательства и жестокое господство начальства над подчинёнными — «не господствуй над ним с жестокостью» (Лев. 25:43).
- По мнению протестантов[кто?], Бог Библии поощряет высокое качество товаров и услуг и честное отношение к клиентам и запрещает лживые способы обогащения — «приобретение сокровища лживым языком — мимолётное дуновение ищущих смерти» (Прит. 21:6), «не делайте неправды в суде, в мере, в весе и в измерении: да будут у вас весы верные, гири верные» (Лев. 19:35—36), «не должны быть двоякие гири, большие и меньшие… гиря у тебя должна быть точная и правильная, … чтобы продлились дни твои на земле, которую Господь Бог твой даёт тебе, ибо мерзок пред Господом Богом твоим всякий делающий неправду» (Втор. 25:13—16), «мерзость пред Господом — неодинаковые гири, и неверные весы — не добро» (Прит. 20:23).
- Ограничение рабочего дня и рабочей недели посредством запрета работать в 7-й день недели, который называется днём покоя. На иврите слово покой звучит как шаббат, от чего произошло русское слово Суббота: «Наблюдай день покоя (шаббат — суббота), чтобы свято хранить его, как заповедал тебе Господь, Бог твой; шесть дней работай и делай всякие дела твои, а день седьмой — покой (шаббат) Господу, Богу твоему. Не делай в оный никакого дела, ни ты, ни сын твой, ни дочь твоя, ни раб твой, ни раба твоя, ни вол твой, ни осёл твой, ни всякий скот твой, ни пришелец твой, который у тебя, чтобы отдохнул раб твой, и раба твоя, как и ты» (Втор. 5:12—14), «Помни день покоя (шаббат), чтобы святить его; шесть дней работай и делай всякие дела твои, а день седьмой — покой (шаббат) Господу, Богу твоему: не делай в оный никакого дела ни ты, ни сын твой, ни дочь твоя, ни раб твой, ни рабыня твоя, ни скот твой, ни пришелец, который в жилищах твоих; ибо в шесть дней создал Господь небо и землю, море и всё, что в них, а в день седьмой отдыхал; посему благословил Господь день покоя (шаббат) и освятил его» (Исх. 20:8—11).

## Точка зрения современной социологии
По-видимому, этика, подобная протестантской, рождается в тех обществах, где предпринимательская деятельность рассматривается как нравственно оправданная, общественно полезная и жизненно необходимая. И наоборот, если общество с подозрением относится к обогащению путём интенсивного труда (либо считает это невозможным) и рассматривает бизнес как не слишком достойный способ зарабатывания денег, то и сами предприниматели ведут себя соответствующим образом. После того как в католических и конфуцианских странах предпринимательская деятельность была легитимизирована, там возникла соответствующая этика и ускорилось экономическое развитие. Аналогичные процессы идут в православной Греции, мусульманских Турции и Тунисе.
Некоторые социологи считают, что этика, подобная протестантской, может присутствовать лишь в тех этических системах, в которых имеется оптимальный баланс обязанностей и прав человека (чувство долга заставляет человека трудиться, а права защищают от посягательств на результаты его труда). Согласно этой точке зрения, в современных протестантских странах трудовая этика ухудшается из-за чрезмерного смещения акцента с чувства долга на реализацию прав. В традиционных конфуцианских обществах, напротив, «этика чувства долга» слишком доминировала и позитивные перемены произошли в результате усиления прав человека. В наиболее проигрышном положении находятся общества, в которых и чувство долга, и права развиты в слабой степени.